# Brignemont
Brignemont – miejscowość i gmina we Francji, w regionie Oksytania, w departamencie Górna Garonna.
Według danych na rok 1990 gminę zamieszkiwały 314 osoby, a gęstość zaludnienia wynosiła 14 osób/km² (wśród 3020 gmin regionu Midi-Pireneje Brignemont plasuje się na 753. miejscu pod względem liczby ludności, natomiast pod względem powierzchni na miejscu 487.).